# Malang

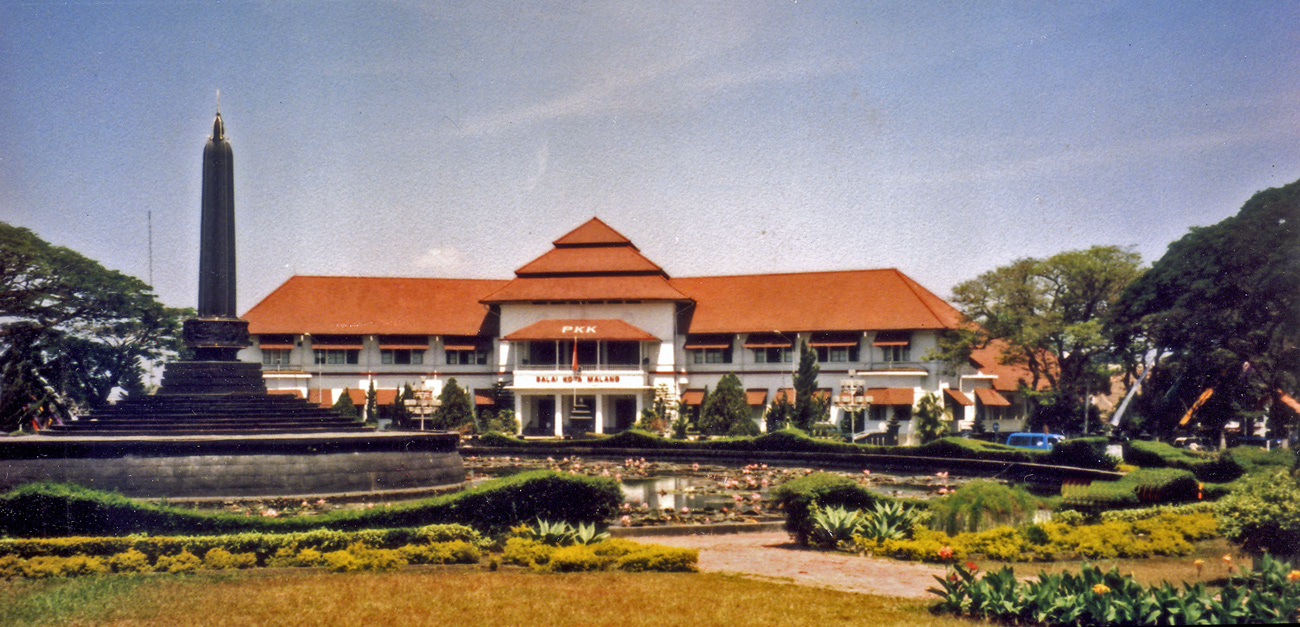
Rathaus (Balai Kota Malang)

Malang belegt Platz 17 der bevölkerungsreichsten Städte des Landes und ist zudem neuntgrößte Stadt der indonesischen Insel Java. Sie befindet sich im Ostteil der Insel und nahezu im Zentrum der Provinz.
Malang ist komplett vom gleichnamigen Regierungsbezirk umgeben. Zur Zeit der Asienkrise blieb die Stadt weitgehend von den Auswirkungen verschont und konnte sich ungehindert entwickeln. Während der niederländischen Kolonialzeit und aufgrund der Nähe zum Hafen von Surabaya war Malang ein beliebtes Reiseziel bei in Indonesien lebenden Europäern.

## Geographie

### Lage
Die Gesamtgröße von Malang beträgt 111,08 km². Östlich der Stadt befindet sich ein ausgedehntes Vulkanmassiv, u. a. mit dem Vulkan Bromo als einer Touristenattraktion und dem Semeru, dem höchsten Berg Javas. Beide Vulkane sind aktiv, Ascheeruptionen des Semeru erfolgen mehrmals stündlich.

### Verwaltungsgliederung
Die Stadt Malang ist verwaltungstechnisch in fünf Distrikte (Kecamatan) aufgeteilt. Ende 2021 betrug Bevölkerungsstand durch Fortschreibung:
- Blimbing 189.581 Einw.
- Klojen 100.871
- Kedungkandang 207.056
- Sukun 201.528
- Lowokwaru 167.441

Die Kecamatan gliedern sich weiter in 57 Dörfer urbanen (städtischen) Charakters (Kelurahan).

### Administrative Gliederung
| Code 2   | Kecamatan Distrikt | Ibu Kota Verwaltungssitz | Fläche (km²) | Volkszählung 2020 1 | Volkszählung 2020 1 | Volkszählung 2020 1 | Anzahl der Kelurahan 6 | Kelurahan (Verwaltungssitz in kursiv) |
| Code 2   | Kecamatan Distrikt | Ibu Kota Verwaltungssitz | Fläche (km²) | Einwohner 3         | 0Dichte 40          | Sex Ratio 5         | Anzahl der Kelurahan 6 | Kelurahan (Verwaltungssitz in kursiv) |
| -------- | ------------------ | ------------------------ | ------------ | ------------------- | ------------------- | ------------------- | ---------------------- | --- |
| 35.73.01 | Blimbing           | Arjosari                 | 17,77        | 182.331             | 10.260,6            | 98,9                | 11                     | Arjosari, Balearjosari, Blimbing, Bunulrejo, Jodipan, Kesatrian, Pandanwangi, Polehan, Polowijen, Purwantoro, Purwodadi                   |
| 35.73.02 | Klojen             | Gadingkasri              | 8,83         | 94.112              | 10.658,2            | 95,3                | 11                     | Bareng, Gadingasri, Kasin, Kauman, Kiduldalem, Klojen, Oro-Oro Dowo, Penanggungan, Rampal Celaket, Samaan, Sukoharjo                      |
| 35.73.03 | Kedungkandang000   | Buring                   | 39,89        | 207.428             | 5.200,0             | 100,9               | 12                     | Arjowinangun, Bumiayu, Buring, Cemorokandang, Kedungkandang, Kotalama, Lesanpuro, Madyopuro, Mergosono, Sawojajar, Tlogowaru, Wonokoyo    |
| 35.73.04 | Sukun              | Bandungrejosari          | 20,97        | 196.300             | 9.361,0             | 99,9                | 11                     | Bakalankrajan, Bandulan, Bandungrejosari, Ciptomulyo, Gadang, Karangbesuki, Kebonsari, Mulyorejo, Pisangcandi, Sukun, Tanjungrejo         |
| 35.73.05 | Lowokwaru          | Tulusrejo                | 22,60        | 163.639             | 7.240,7             | 98,2                | 12                     | Dinoyo, Jatimulyo, Ketawanggede, Lowokwaru, Merjosari, Mojolangu, Sumbersari, Tasikmadu, Tlogomas, Tulusrejo, Tunggulwulung, Tunjungsekar |
| 35.73    | Kota Malang        | Kota Malang              | 110,06       | 843.810             | 7.666,8             | 99,1                | 57                     | |

### Klima
|                        | Jan  | Feb  | Mär  | Apr  | Mai  | Jun  | Jul  | Aug  | Sep  | Okt  | Nov  | Dez  |   |      |
| Mittl. Temperatur (°C) | 24   | 24,1 | 24   | 24   | 23,9 | 23,2 | 22,4 | 23,2 | 23,6 | 24,3 | 24,3 | 23,8 | ⌀ | 23,7 |
| Mittl. Tagesmax. (°C)  | 28,5 | 28,5 | 28,5 | 28,7 | 29   | 28,8 | 28,4 | 29,3 | 29,8 | 30,2 | 29,5 | 28,5 | ⌀ | 29   |
| Mittl. Tagesmin. (°C)  | 19,6 | 19,7 | 19,5 | 19,3 | 18,9 | 17,7 | 16,5 | 17,1 | 17,5 | 18,5 | 19,2 | 19,1 | ⌀ | 18,5 |
|                        |      |      |      |      |      |      |      |      |      |      |      |      |   |      |
| Niederschlag (mm)      | 334  | 307  | 292  | 173  | 132  | 77   | 47   | 26   | 43   | 106  | 225  | 326  | Σ | 2088 |
|                        |      |      |      |      |      |      |      |      |      |      |      |      |   |      |
| Regentage (d)          | 19   | 18   | 17   | 12   | 9    | 7    | 4    | 3    | 4    | 4    | 7    | 15   | Σ | 119  |

| 19,6 |

| 19,7 |

| 19,5 |

| 19,3 |

| 18,9 |

| 17,7 |

| 16,5 |

| 17,1 |

| 17,5 |

| 18,5 |

| 19,2 |

| 19,1 |

| 19,6 |

| 19,7 |

| 19,5 |

| 19,3 |

| 18,9 |

| 17,7 |

| 16,5 |

| 17,1 |

| 17,5 |

| 18,5 |

| 19,2 |

| 19,1 |

## Geschichte
Die Geschichte von Malang geht zurück bis ins 8. Jahrhundert. Im 17. Jahrhundert wurde Malang zunächst in die Region Mataram eingegliedert und später von den Niederländern kolonisiert. 1879 wurde Malang an das Netzwerk der Eisenbahnlinie von Java angeschlossen, dieses trieb die Industrialisierung weiter voran. Es gab auch kürzere Privatstrecken in die Umgebung.
Die wachsende Bevölkerung stellte die Regierung vor neue Probleme, im Mittelpunkt stand dabei die Frage nach bezahlbaren Wohnungen für die Bevölkerung.

## Bevölkerung
Ende 2021 lebten in Malang 866.477 Einwohner, 431.201 Männer und 435.276 Frauen, die Bevölkerungsdichte betrug zu dieser Zeit 7.800,5 Einwohner pro km². Die Wachstumsrate liegt bei 3,9 % pro Jahr. In Malang leben zum größten Teil Javaner und Maduraner, ein kleiner Prozentsatz der Bevölkerung besteht aus arabischen und chinesischen Nachkommen. Die größte Sprachgruppe in Malang ist das Javanische.
Ende 2021 bekannten sich 90,28 % der Bevölkerung zum Islam, 9,08 % zum Christentum (47.698 Protestanten, 31.034 Katholiken). Buddhisten, Hindus und Konfuzianer erreichten zusammen nur 0,64 % der Bevölkerung. Familienstand: 44,95 % ledig, 46,78 % verheiratet, 2,65 % geschieden sowie 5,62 % verwitwet.

## Bildung
Die Universität Brawijaya, die Merdeka-Universität und die Wirtschaftshochschule STIEKN Jaya Negara haben in Malang ihren Sitz.

## Kultur
Malang bietet viele unterschiedliche touristische Attraktionen. Dazu gehören die traditionellen Wayang-Aufführungen und die Nähe zu den berühmten Tempeln des Singhasari-Reichs aus dem 13. Jahrhundert.

## Sport
In Malang ist der erstklassige Fußballverein Arema Malang beheimatet, der seine Spiele im 42.000 Zuschauer fassenden Kanjuruhan-Stadion austrägt, das aber außerhalb der Stadt in Kepanjen liegt. Am 1. Oktober 2022 kam es dort bei einem Erstligaspiel gegen den Rivalen Persebaya Surabaya durch Ausschreitungen mit mindestens 135 Toten zu einer der verheerendsten Katastrophen in der Geschichte des Fußballs.

## Umgebung

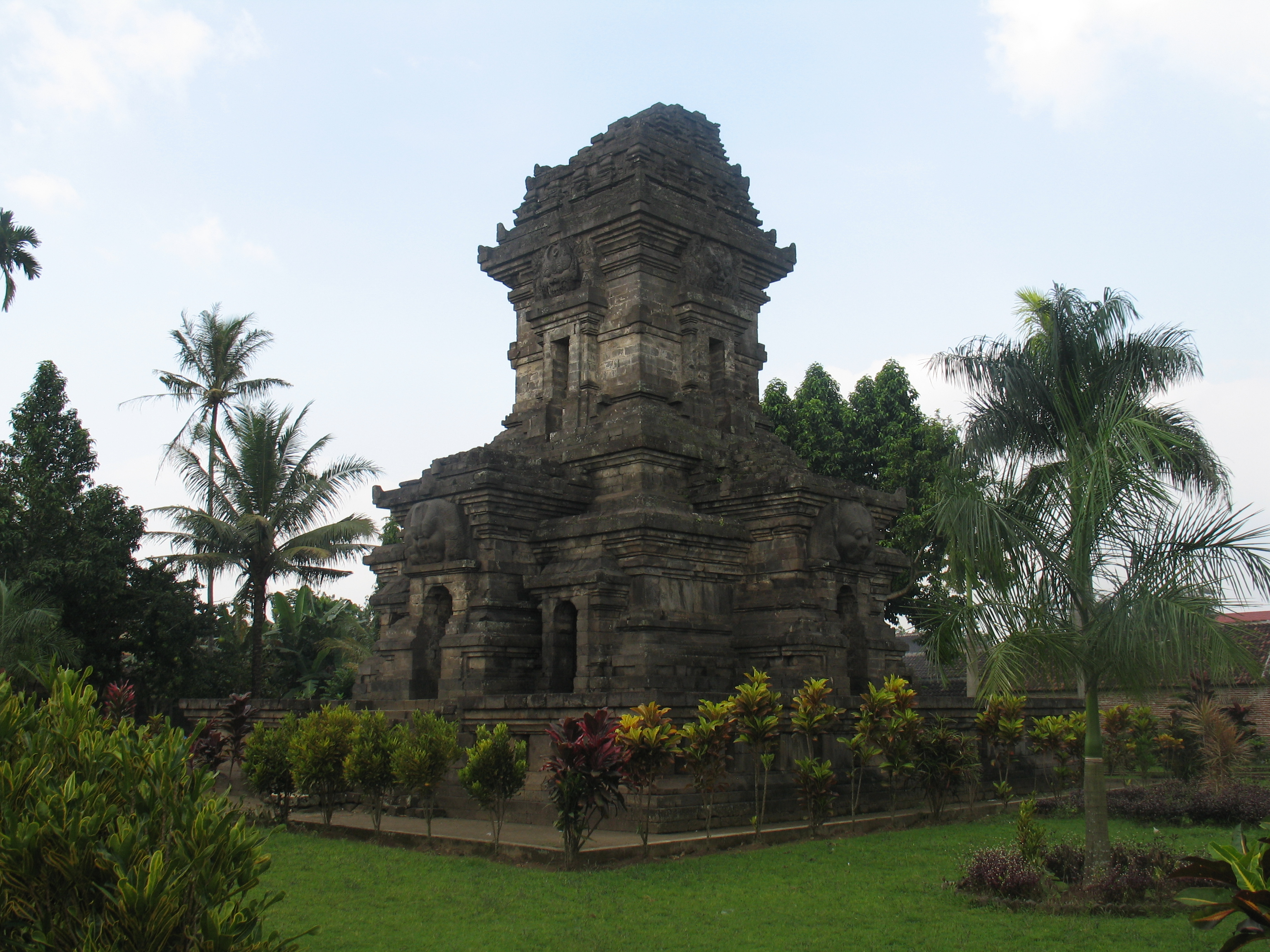
Candi Singosari

Etwa 12 km nördlich von Malang steht das synkretisch hindu-buddhistische Heiligtum Candi Singhasari (auch Candi Singosari geschrieben), das dem Gott Shiva geweiht war. Es sollte das Grabdenkmal werden für den 1292 bei einer Palastrevolution ermordeten König Kertanagara, den letzten und bedeutendsten Herrscher der Singhasari-Dynastie – Großvater von Tribhuwana Wijayattungga Dewi. Mit dem König wurden auch die Priester umgebracht, deren eine Inschrift von 1351 gedenkt. Zwar wurde der eigentliche Tempel vollendet, aber die Bildhauereien konnten nicht fertiggestellt werden. Auf einem niedrigen quadratischen Podium erhebt sich im Turm die kubische Cella, die durch vier Vorbauten zum griechischen Kreuz erweitert ist. Ein zweiter Würfel darüber trägt das dreistufige Dach, von dem nur zwei Stufen erhalten sind. Von den Kultbildern im Inneren existiert nur noch Agastya, der göttliche Lehrer, der auf Java große Verehrung genoss. Auf dem großen freien Platz im Westen stehen zwei mächtige, keulenbewehrte Dvarapalas. Sie sind ebenso Furcht erregend mit vorquellenden Augen gestaltet wie die Kala-Köpfe über den Türen und Scheintüren des Tempels.

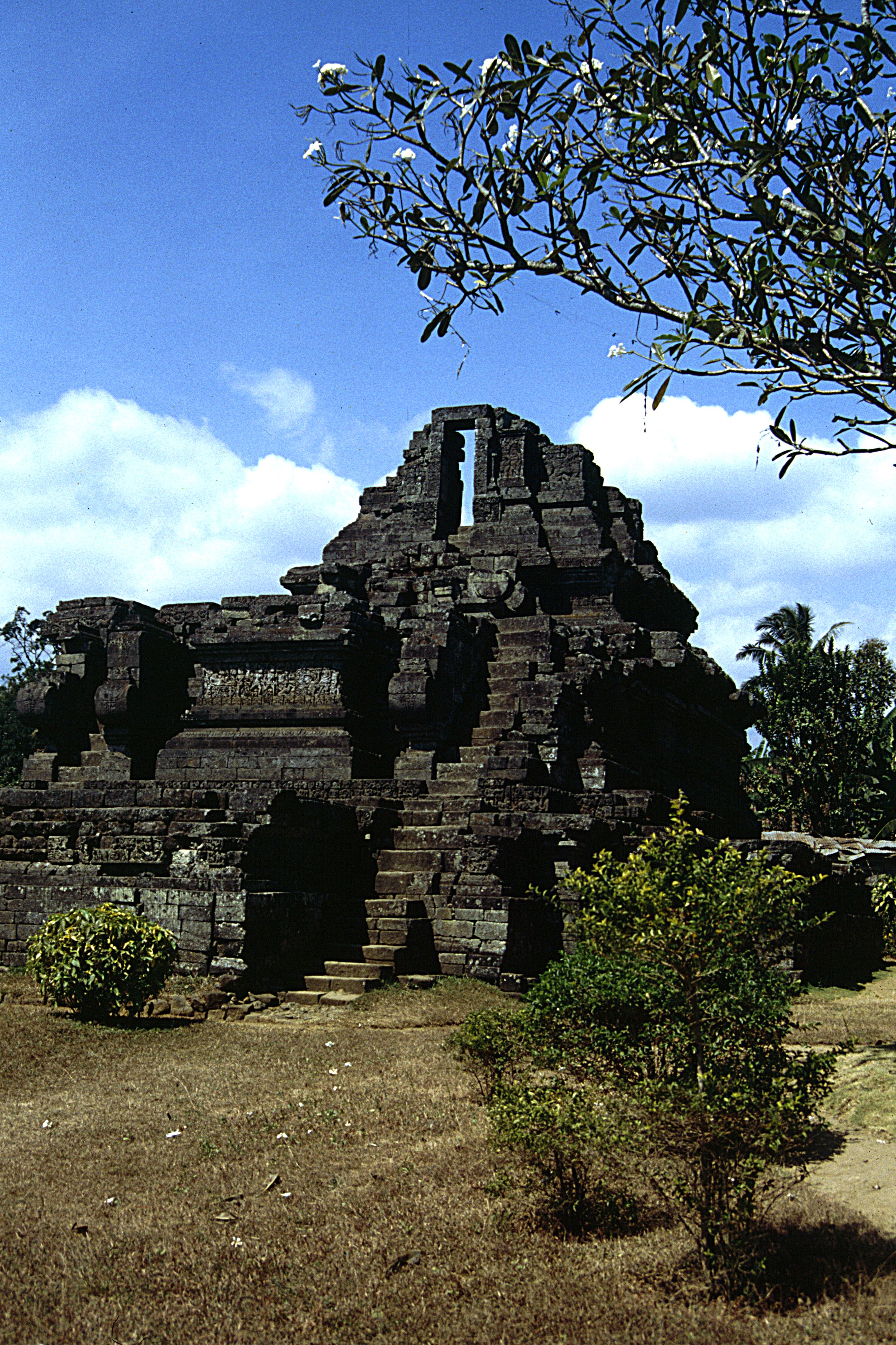
Candi Jago

Im etwa 25 km östlich gelegenen Städtchen Tumpang steht Candi Jago, ein zwischen 1268 und 1280 errichteter Tempel. Es ist das Grabmal für Vishnuvardhana, den Vater von Kertanagara. Das Heiligtum ist in drei Terrassen angelegt, auf denen sich der eigentliche Tempelturm mit der Hauptcella erhebt. In ihr waren drei Statuen, die auf dem Gelände gefunden worden waren und nun teilweise im Nationalmuseum in Jakarta zu sehen sind: Hauptstatue war Amoghapāśa Lokeśvara, umgeben vom Bodhisattva Sudhana und Cyamatara (einer indonesischen Form der Shyama-Tara). Die in der Cella praktizierten Riten beinhalteten die Waschung der Hauptstatue. Das dafür verwendete Wasser wurde in einer durch die Sockelkante gebildeten Schale gesammelt und danach in zwei gemeißelten Abflussrinnen ausgeleitet. Der reiche Reliefschmuck außen weist buddhistische wie hinduistische Elemente auf. Vier Bänder laufen an den Terrassen rund um den Tempel und schildern zum einen lehrhafte Fabeln, zum anderen Szenen aus Mahabharata und Ramayana. Die sehr flach wirkenden Figuren erinnern, auch in Ausdruck, Kostümierung und Haartracht, an die Schattenfiguren des Wayang-Spiels.

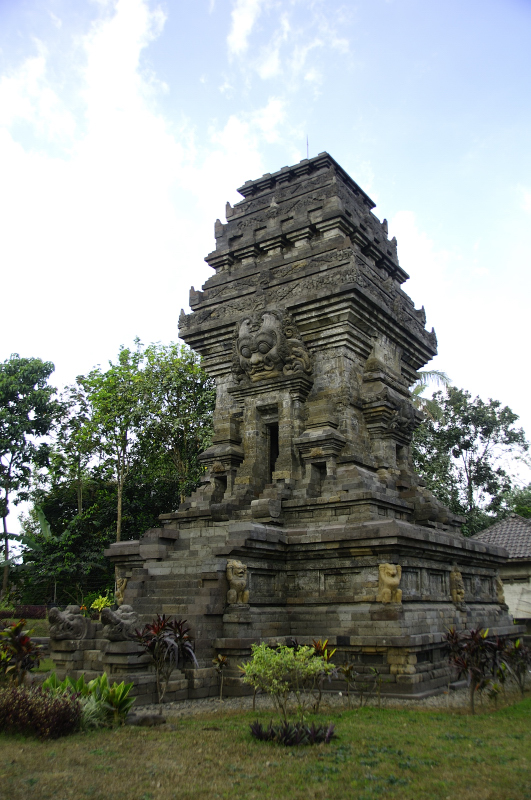
Candi Kidal

Wenige Kilometer südwestlich von Tumpang steht der Candi Kidal im Dorf Rejokidal. Der schlanke Tempel typisch ostjavanischer Baukunst ist das Mausoleum für den 1240 verstorbenen König Anushapati, den zweiten Singhasari-Herrscher. Das Podium des 1260 erbauten, hinduistischen Heiligtums ist an drei Seiten mit Reliefs geschmückt. Im Norden trägt Garuda eine weibliche Gottheit, wahrscheinlich Sri, die dem Milchozean entstiegene Gemahlin Vishnus. Im Osten ist Garuda mit dem das „Wesen der Unsterblichkeit“ enthaltenden Gefäß zu sehen. Im Süden ist die für das „Quirlen des Milchozeans“ bedeutsame Schlange (Vasuki) abgebildet. Eine Treppe auf der Westseite führt zum Turm, der die Cella mit einer heute nicht mehr vorhandenen Statue beherbergt. Besonders schön ausgearbeitet sind die Kala-Köpfe über den Portalen und Nischen.
Circa 17 km nördlich von Malang befindet sich der buddhistische Stupa-Tempel Candi Sumberawan.
Malang ist zudem erster Ausgangspunkt vieler Touren in die umliegenden Dörfer im Bromo-Tengger-Semeru-Nationalpark, von wo aus etwa touristisch genutzte Vulkane wie der Bromo erreicht werden können.

## Persönlichkeiten
Hier geboren:
- Ben Stom (1886–1965), niederländischer Fußballspieler
- Edgar Beyfuß (1893–1936), deutscher Filmmanager, Filmregisseur und Filmproduzent
- Johan Goslings (1903–1975), niederländischer Mediziner
- Robert „Rob“ Pronk (1928–2012), niederländischer Jazz-Bandleader, Arrangeur, Pianist und Komponist
- Rudini (1929–2006), Politiker und Generalleutnant
- Theo Polhaupessy (* 1933), Radrennfahrer
- Hans Croon (1936–1985), niederländischer Fußballtrainer
- Anton C. Zijderveld (1937–2022), niederländischer Soziologe
- Herman Sedyono (* 1947), Oberst und ehemaliger Bupati von Cova Lima
- Johan Wahjudi (1953–2019), Badmintonspieler
- Henricus Pidyarto Gunawan (* 1955), römisch-katholischer Ordensgeistlicher, Bischof von Malang
- Munir Said Thalib (1965–2004), Menschenrechts- und Anti-Korruptions-Aktivist
- Sarwendah Kusumawardhani (* 1967), Badmintonspielerin
- Hendrawan (* 1972), Badmintonspieler
- Variella Aprilsasi Putri Lejarsari (* 1990), Badmintonspielerin

Hier gestorben:
- Max Dauthendey (1867–1918), deutscher Dichter und Maler
- Wilhelm Müller (1881–1916), deutscher Ethnologe
- Herman Joseph Sahadat Pandoyoputro (1939–2016), römisch-katholischer Bischof von Malang
- Muljadi (1942–2010), Badmintonspieler
- Achmad Hasyim Muzadi (1944–2017), Politiker, Vorsitzender des Central Board der Nahdlatul Ulama